# Il foyer della danza al teatro dell'Opéra
Il foyer della danza al teatro dell'Opéra (Le foyer de la danse à l'Opéra) è un dipinto a olio su tela di Edgar Degas, di 32x46 cm, conservato nel Musée d'Orsay di Parigi, eseguito nel 1872.
Dopo il successo ottenuto con “La classe di danza” del 1871, Degas continuò regolarmente a disegnare le ballerine durante le esercitazioni, facendone uno dei suoi soggetti preferiti. Evidentemente all’Opéra erano abituati alla sua presenza.
Nel dipinto, Degas sceglie di rappresentare le ballerine nel momento in cui terminano gli esercizi alla sbarra e cominciano, una alla volta, gli esercizi al centro. Sulla sinistra è rappresentata mademoiselle Hughes che si appresta ad eseguire il suo esercizio, mentre sulla destra il maestro Louis-Alexandre Mérante, in piedi e vestito di bianco, le dà le ultime raccomandazioni. Accanto, alla sua sinistra, una ballerina seduta, col viso leggermente in ombra, è disegnata con particolare precisione. Alla scena, particolarmente idilliaca e delicata, fa da contrasto il violista, seduto alla destra del maestro del balletto: il suo abito scuro e la pesantezza della figura rompono l'armonia dei tutù bianchi e delle mura color giallo-ocra.
Il quadro fu acquistato nel 1872 dal collezionista Paul Durand-Ruel; nel 1888 entrò a far parte della collezione di Henri Vever, e nel 1894 fu acquistato dal conte Isaac de Camondo; l'intera collezione del conte passò poi al Museo del Louvre ed infine all'attuale sede.